# Velvalee Dickinson
Velvalee Dickinson (ur. 12 października 1893, zm. ok. 1980) – obywatelka Stanów Zjednoczonych znana jako Doll Woman, która wraz mężem (kalifornijskim brokerem giełdowym, którego łączyły rozliczne interesy z Japończykami) szpiegowała na rzecz Cesarstwa Japonii podczas II wojny światowej.
Valvalee Malvena Dickinson urodziła się w Sacramento w Kalifornii jako córka Otto i Elizabeth Blucher (Blueher) obojga urodzonych w Stanach Zjednoczonych. W 1918 roku ukończyła Stanford University jednak stopień Bachelor of Arts otrzymała dopiero w 1937 roku. W latach dwudziestych Valvalee Dickinson była zatrudniona w banku w San Francisco. Od 1928 do 1935 roku pracowała w firmie brokerskiej należącej do jej męża Lee Terry'ego Dickinsona.

## Początek działalności szpiegowskiej
W 1937 roku wraz z mężem przeniosła się z Kalifornii do Nowego Jorku, gdzie Valvalee Dickinson znalazła zatrudnienie jako sprzedawca domu towarowym w dziale z lalkami. Pracowała w nim do 31 grudnia 1937 roku. Od 1938 roku prowadziła własny sklep z lalkami najpierw w ich domu przy 680 Madison Avenue, a następnie w osobnym budynku przy 714 Madison Avenue.
W czasie pobytu w Nowym Jorku małżeństwo Dickinsonów nawiązało stosunki towarzyskie z pracownikami tamtejszego konsulatu japońskiego. Oboje zgodzili się podjąć działalności szpiegowską na rzecz tego kraju. W grudniu 1941 roku odbyli podróż po Zachodnim Wybrzeży, obserwując pozycje i stan amerykańskich okrętów wojennych naprawianych w portach kalifornijskich, po japońskim ataku na Pearl Harbor.
Velvalee przekazywała Japończykom informacje listownie, pod adresem pomocniczym w Buenos Aires, opatrując korespondencję zwrotami klientów swego nowojorskiego sklepu z lalkami. Wiadomości zapisywała własnego pomysłu „kodem lalkowym”, np. informacje o „dostawie lalek w spódniczce hula” oznaczały na przybycie okrętu z Hawajów, o „trzech nowych lalkach” – przesunięcie trzech okrętów wojennych z Atlantyku na Pacyfik itd.

## Ujawnienie sprawy
Sprawa wydała się, gdy japoński agent w Argentynie zmienił miejsce zamieszkania i dziwacznie brzmiące listy zaczęły przychodzić pod adresami zwrotnymi. Niektóre klientki pani Dickinson odsyłały je z powrotem do urzędów pocztowych, kilka trafiło do FBI. Laboratorium Biura doszło do wniosku, że listy zawierają kodowane meldunki szpiegowskie, a jego agenci ustalili, kto jest nadawcą. Podczas rewizji domu pani Dickinson znaleziono sejf zawierający 15 940 dolarów, w większości w standardowych banknotach przedwojennych emisji, pochodzących – jak ustalono – z japońskich banków.
Nazwana przez prasę brukową „Lalkarką”, pani Dickinson została oskarżona o szpiegostwo i naruszenie ustawy o cenzurze wojennej. Licząc na złagodzenie wyroku, przyznała się do winy i w 1944 została skazana na 10 lat więzienia i 10 tys. dolarów grzywny. Zwolniono ją warunkowo w 1951 roku.